# Leandro Requena
Leandro Requena (Malagueño, Córdoba, 11 de septiembre de 1987) es un futbolista argentino que se desempeña como arquero. Su actual club es Deportes Iquique de la Primera División de Chile.

## Estadísticas
Actualizado al 4 de mayo de 2024

| Talleres de Córdoba Argentina | 2.ª                 | 2006-07             | 1   | 0 | — | — | — | — | 1   | 0 |
| Talleres de Córdoba Argentina | 2.ª                 | 2007-08             | 0   | 0 | — | — | — | — | 0   | 0 |
| Talleres de Córdoba Argentina | Total               | Total               | 1   | 0 | — | — | — | — | 1   | 0 |
| Sportivo Patria Argentina | 3.ª                 | 2007-08             | 0   | 0 | — | — | — | — | 0   | 0 |
| Sportivo Patria Argentina | Total               | Total               | 0   | 0 | — | — | — | — | 0   | 0 |
| Talleres de Córdoba Argentina | 2.ª                 | 2008-09             | 0   | 0 | — | — | — | — | 0   | 0 |
| Talleres de Córdoba Argentina | 3.ª                 | 2009-10             | 0   | 0 | — | — | — | — | 0   | 0 |
| Talleres de Córdoba Argentina | 3.ª                 | 2010-11             | 0   | 0 | — | — | — | — | 0   | 0 |
| Talleres de Córdoba Argentina | 3.ª                 | 2011-12             | 0   | 0 | 0 | 0 | — | — | 0   | 0 |
| Talleres de Córdoba Argentina | 3.ª                 | 2012-13             | 5   | 0 | 2 | 0 | — | — | 7   | 0 |
| Talleres de Córdoba Argentina | Total               | Total               | 5   | 0 | 2 | 0 | — | — | 7   | 0 |
| Atenas de San Carlos · Uruguay | 2.ª                 | 2013-14             | 12  | 0 | 0 | 0 | — | — | 12  | 0 |
| Atenas de San Carlos · Uruguay | Total               | Total               | 12  | 0 | 0 | 0 | — | — | 12  | 0 |
| Sportivo Patria Argentina | 3.ª                 | 2014                | 20  | 0 | 0 | 0 | — | — | 20  | 0 |
| Sportivo Patria Argentina | Total               | Total               | 20  | 0 | 0 | 0 | — | — | 20  | 0 |
| Deportivo Santamarina Argentina | 2.ª                 | 2015                | 45  | 0 | 1 | 0 | — | — | 46  | 0 |
| Deportivo Santamarina Argentina | Total               | Total               | 45  | 0 | 1 | 0 | — | — | 46  | 0 |
| Crucero del Norte Argentina | 2.ª                 | 2016                | 15  | 0 | 0 | 0 | — | — | 15  | 0 |
| Crucero del Norte Argentina | Total               | Total               | 15  | 0 | 0 | 0 | — | — | 15  | 0 |
| Ferro Argentina | 2.ª                 | 2016-17             | 5   | 0 | 1 | 0 | — | — | 6   | 0 |
| Ferro Argentina | Total               | Total               | 5   | 0 | 1 | 0 | — | — | 6   | 0 |
| Nueva Chicago Argentina | 2.ª                 | 2017-18             | 19  | 0 | 0 | 0 | — | — | 19  | 0 |
| Nueva Chicago Argentina | Total               | Total               | 19  | 0 | 0 | 0 | — | — | 19  | 0 |
| Los Andes Argentina | 2.ª                 | 2018-19             | 22  | 0 | — | — | — | — | 22  | 0 |
| Los Andes Argentina | Total               | Total               | 22  | 0 | 0 | 0 | — | — | 22  | 0 |
| Central Córdoba (SdE) Argentina | 1.ª                 | 2019-20             | 0   | 0 | 0 | 0 | — | — | 0   | 0 |
| Central Córdoba (SdE) Argentina | Total               | Total               | 0   | 0 | 0 | 0 | — | — | 0   | 0 |
| Cobresal · Chile | 1.ª                 | 2020                | 28  | 0 | — | — | — | — | 28  | 0 |
| Cobresal · Chile | 1.ª                 | 2021                | 32  | 0 | 0 | 0 | 2 | 0 | 34  | 0 |
| Cobresal · Chile | 1.ª                 | 2022                | 22  | 0 | 2 | 0 | — | — | 24  | 0 |
| Cobresal · Chile | 1.ª                 | 2023                | 25  | 1 | 0 | 0 | 1 | 0 | 26  | 1 |
| Cobresal · Chile | 1.ª                 | 2024                | 11  | 0 | 0 | 0 | 3 | 0 | 14  | 0 |
| Cobresal · Chile | Total               | Total               | 118 | 1 | 2 | 0 | 6 | 0 | 126 | 1 |
| Total en su carrera | Total en su carrera | Total en su carrera | 262 | 1 | 6 | 0 | 6 | 0 | 272 | 1 |
| (1) La copa nacional se refiere a la Copa Argentina y Supercopa Argentina . (2) La copa internacional se refiere a la Copa Sudamericana, Recopa Sudamericana, Copa Libertadores y Copa Suruga Bank. (3) Promedio de goles recibidos por partidos no incluye goles recibidos en partidos amistosos. |                     |                     |     |   |   |   |   |   |     |   |